# Fondation culturelle ukrainienne
La Fondation culturelle ukrainienne est une agence de l'État ukrainien, créée en le 23 mars 2017 par le  Parlement ukrainien.
La Fondation est chargée de promouvoir la culture en Ukraine et l'accès au patrimoine culturel national, de soutenir la diversité culturelle et l'intégration de la culture ukrainienne dans la culture mondiale.
Les activités du fonds sont coordonnées par le ministère de la Culture de l'Ukraine.